# Erbito Salavarria
Erbito Salavarria (* 20. Januar 1946 in Manila, Philippinen) ist ein ehemaliger philippinischer Boxer im Fliegengewicht.

## Profikarriere
Am 7. Dezember 1970 boxte er gegen Chartchai Chionoi um die WBC-Weltmeisterschaft und gewann durch technischen K. o. in Runde 2. Diesen Gürtel verlor er nach zwei Titelverteidigungen am 9. Februar 1973 an Venice Borkhorsor nach Punkten. 
Am 1. April 1975 wurde er WBA-Weltmeister, als er Susumu Hanagata durch geteilte Punktrichterentscheidung besiegte. Den Gürtel verlor er bereits in seiner zweiten Titelverteidigung gegen Alfonso López durch T.K.o.